# Beaussault
 Beaussault  ist eine französische Gemeinde mit 411 Einwohnern (Stand 1. Januar 2022) im Département Seine-Maritime in der Region Normandie. Sie gehört zum Arrondissement  Dieppe und zum Kanton Gournay-en-Bray.

## Bevölkerungsentwicklung
| Jahr      | 1962 | 1968 | 1975 | 1982 | 1990 | 1999 | 2008 |
| Einwohner | 549  | 581  | 511  | 408  | 367  | 369  | 385  |